# لانس فريزر
لانس فريزر (بالإنجليزية: Lance Frazier)‏ هو لاعب كرة قدم أمريكية أمريكي، ولد في 23 مايو 1981 في بوينتون في الولايات المتحدة.

## روابط خارجية
- لانس فريزر على موقع إي إس بي إن.كوم (أن.أف.أل)3
- لانس فريزر على موقع مرجع كرة القدم المحترفة.كوم (الإنجليزية)